# Victor Schelstraete
Victor Ilunga Schelstraete est un boxeur belge né le 14 janvier 1996 à Ostende. 

## Biographie
Victor Schelstraete est médaillé de bronze dans la catégorie des moins de 86 kg (poids lourds-légers) aux championnats du monde de boxe amateur 2021 à Belgrade, ce qui est une première dans l'histoire de la boxe  belge.